# Predazzo
Predazzo és un municipi italià, dins de la província de Trento. L'any 2007 tenia 4.439 habitants. Limita amb els municipis de Canal San Bovo, Moena, Welschnofen (BZ), Deutschnofen (BZ), Panchià, Siror, Tesero, Tonadico i Ziano di Fiemme.

## Administració
| Període | Identitat     | Partit        |
| ------- | ------------- | ------------- |
| 2004-   | Silvano Longo | Llista cívica |